# Geriçam

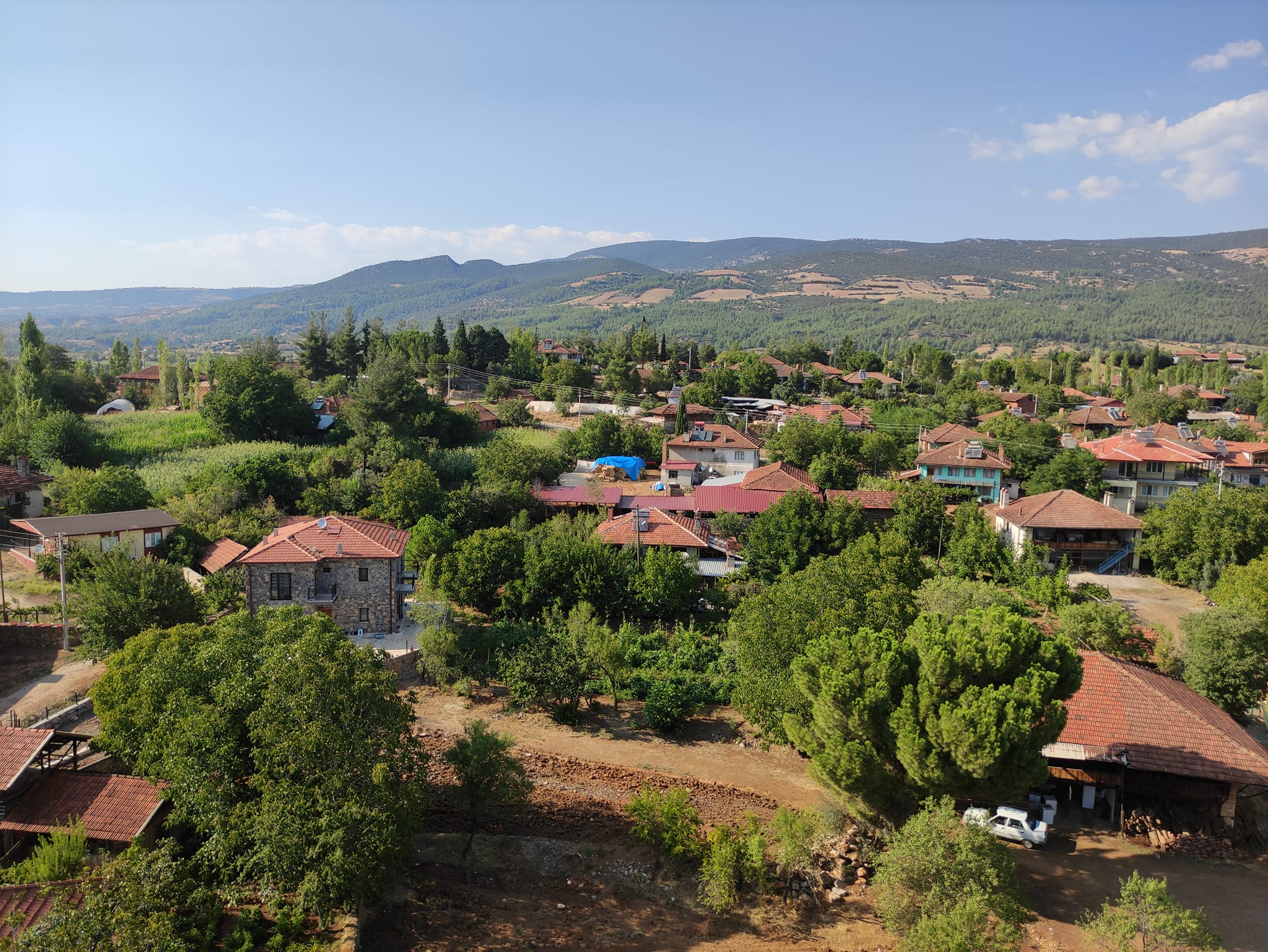
Geriçam (2021)

Geriçam ist ein Dorf im Landkreis Beyağaç der türkischen Provinz Denizli. Geriçam liegt etwa 92 km südwestlich der Provinzhauptstadt Denizli und 2 km östlich von Beyağaç. Geriçam hatte laut der letzten Volkszählung 373 Einwohner (Stand Ende Dezember 2010).